# 阿德勒斯霍夫
阿德勒斯霍夫 (德語：Adlershof，德語：[ˈaːdlɐsˌhoːf] ⓘ，意为“鹰庭”）是德国柏林特雷普托-克珀尼克区的一个下属区。